# خودروی آب‌سوز
خودروی آب‌سوز یک ادعا و نظریه در مورد یک نوع خودرو است که انرژی خود را به‌طور مستقیم از آب تأمین می‌کند. این نوع از خودروها موضوع ثبت اختراعات متعدد بین‌المللی، روزنامه‌ها و مجلات علمی، تلویزیون و وب سایت‌ها بوده‌اند. مشخص گردیده‌است ادعاهای این‌چنینی بدون مبانی علمی بوده و شبه علم است و برخی از آن‌ها دستاویزی برای کلاه‌برداری در قالب سرمایه‌گذاری بوده‌است. این وسایل نقلیه ممکن است ادعا نمایند که بدون استفاده از هر نوع انرژی از آب سوخت تولید می‌نمایند یا به صورت ترکیبی کار می‌کنند و بخشی از انرژی خود را از آب و بخش دیگر آن را از سوخت‌های مرسوم (نظیر بنزین) تأمین می‌نمایند.
آب از هیدروژنی تشکیل شده‌است که به‌طور کامل اکسید شده‌است. هیدروژن به خودی خود دارای انرژی بالا و قابل اشتعال می‌باشد اما انرژی مفید آن در زمانی که در واکنش شیمیایی تشکیل مولکول آب شرکت کرده آزاد شده‌است. آب نمی‌تواند بسوزد. طی فرایند الکترولیز می‌توان مولکول آب را به هیدروژن و اکسیژن تجزیه نمود اما این عمل دقیقاً به همان اندازه انرژی نیاز دارد که در زمان واکنش ترکیب اکسیژن و هیدروژن برای تشکیل مولکول آب آزاد شده‌است. در واقع بخشی از انرژی در زمان تجزیه مولکول آب و ترکیب مجدد اکسیژن و هیدروژن به صورت حرارت از دست خواهد رفت؛ بنابراین آزاد کردن انرژی شیمیایی از آب به آزاد شدن میزانی از انرژی بیش از مقدار آزادشده از واکنش اکسیژن و هیدروژن نیاز دارد که منجر به نقض اولین یا دومین قانون ترمودینامیک می‌گردد.

## استخراج انرژی از آب
با توجه به قوانین فیزیک هیچ راهی برای استخراج انرژی شیمیایی از آب به تنهایی وجود ندارد. آب به خودی خود ترکیب بسیار پایداری می‌باشد و آن را یکی از عناصر چهارگانه می‌شمارند که دارای پیوندهای شیمیایی بسیار قوی می‌باشد. آنتالپی تشکیل آب منفی است (-۶۸٫۳ kcal/mol یا -۲۸۵٫۸ kJ/mol) که معنی آن این است که برای شکستن پیوندهای شیمیایی پایدار آن و تجزیه به اکسیژن و هیدروژن به انرژی نیاز داریم و از آنجا که هیچ ترکیب دیگری بین اکسیژن و هیدروژن با آنتالپی کمتر از این مقدار سراغ نداریم از این فرایند امکان استخراج انرژی وجود ندارد.
تقریباً تمامی روش‌های پیشنهادشده در خودروهایی که از آب به عنوان سوخت استفاده می‌کنند به نوعی از الکترولیز برای تجزیه آب به هیدروژن و اکسیژن و سپس ترکیب آن‌ها استفاده می‌کنند. اما از آنجا که انرژی مورد نیاز برای جدا کردن عناصر آب بیشتر از انرژی آزادشده از ترکیب مجدد آن‌ها خواهد بود، از این فرایند نمی‌توان برای تولید انرژی استفاده نمود.

## خودروهای مدعی استفاده از آب به عنوان سوخت

### کاربراتور الکترولیتی گرت
گفته شده‌است چارلز اچ گرت خودرویی با سوخت آب را «برای چند دقیقه» به نمایش درآورده است که این موضوع در ۸ سپتامبر سال ۱۹۳۵ در اخبار صبح دالاس اطلاع‌رسانی شده‌است. روش مورد استفاده الکترولیز آب به اکسیژن و هیدروژن بوده و گرت گواهی ثبت اختراعی را در همان سال ثبت نمود. این ثبت اختراع شامل نقشه‌ای است که نشان می‌دهد یک کاربراتور شبیه به کاربراتورهای عادی اما با صفحات الکترولیز در بخش پایینی خود کار می‌کند. گواهی ثبت اختراع گرت موفق به ارائه راهی برای شناسایی یک منبع جدید انرژی نمی‌شود.

### سلول سوخت آبی استنلی مایر

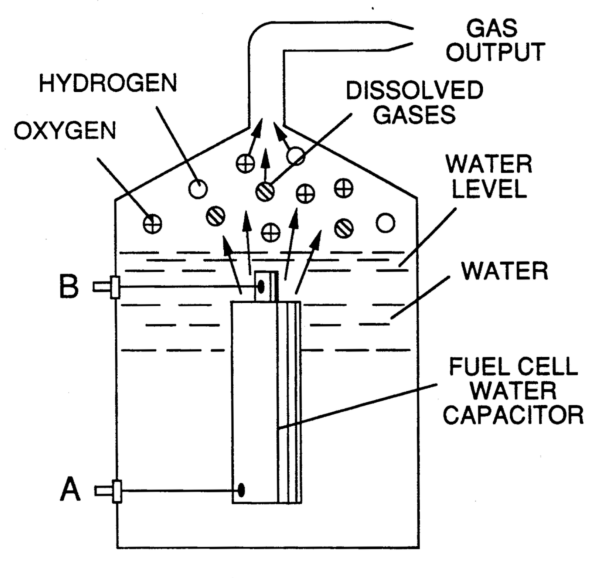
سلول سوخت آبی استنلی مایر

در سال ۱۹۸۰ استنلی مایر ادعا کرد که او توانایی استخراج انرژی از آب شده‌است؛ اگرچه برای توضیح این پدیده دچار تناقض‌گویی شد. دادگاهی در اوهایو در سال ۱۹۹۶ او را به جرم تقلب و کلاه‌برداری گناهکار تشخیص داد.

### دنیس کلاین
در سال ۲۰۰۲ شرکت فناوری هیدروژن کاربردی اختراعی به نام "Aquygen" را ثبت کرد. این شرکت ادعا کرد که توانایی دارد تا یک وسیله نقلیه را تنها با سوخت آبی به حرکت درآورد. بنیان‌گذار شرکت، دنیس کلاین ادعا کرد که در حال انجام مذاکرات با تولیدکننده‌های بزرگ خودرو است و دولت آمریکا قصد تولید خودروی هامر را با استفاده از تکنولوژی وی دارد. این شرکت دیگر ادعای تأمین سوخت خودرو به وسیلهٔ آب را ندارد و می‌گوید تنها توانایی افزایش بهره‌وری سوخت‌های هیدروژنی را دارد.

### انرژی جهانی ژنزیس (GWE)
همچنین در سال ۲۰۰۲ شرکت انرژی جهانی ژنزیس اعلام کرد که دستگاهی را آماده ورود به بازار کرده‌است که قادر به استخراج انرژی از آب با جدا کردن و ترکیب مجدد هیدروژن و اکسیژن می‌باشد. در سال ۲۰۰۳ این شرکت اعلام کرد که این فناوری را برای به حرکت درآوردن خودرو ارتقا داده‌است. این شرکت بیش از ۲٬۵ میلیون دلار از سرمایه‌گذاران دریافت نمود اما هیچگاه دستگاهی را به بازار ارائه نکرد. در سال ۲۰۰۶ پاتریک کلی بنیان‌گذار شرکت انرژی جهانی ژنزیس در نیوجرسی به پنج سال زندان به دلیل سرقت و کلاه‌برداری و بازپرداخت به خسارت دیدگان شد.

### علاءالدین جاسمی زرگانی
در سال ۲۰۱۶ فردی در ایران به نام علاءالدین جاسمی زرگانی مدعی ساخت خودرویی شد که تنها از آب به عنوان منبع تأمین انرژی استفاده می‌کند. شهرام آزادی عضو هیئت علمی دانشگاه خواجه نصیرالدین طوسی طی مصاحبه‌ای با خبرگزاری ایسنا ادعای علاءالدین جاسمی را نوعی عوام‌فریبی برای مقاصد خاص خواند.